# ورونیکا واژه‌کووا
ورونیکا واژه‌کووا (چکی: Veronika Vařeková؛ زادهٔ ۱۹ ژوئن ۱۹۷۷) مدل اهل جمهوری چک است.